# B-Joe Johansen
B-Joe Johansen (født Brian Joe Johansen 22. januar 1966 i København) dansk musiker, komponist, musikproducer, forfatter

## Biografi
B-Joe Johansen gjorde sig først bemærket på den danske rockscene i midten af 1980'erne i det Hendrix inspirerede rockband, Purple Haze, som bl.a nåede at spille i Saltlageret. Bandet bestod af Jacob Rose Moth, Flemming Rothaus og B-Joe.
Efter at have forladt Purple Haze dannede B-Joe sammen med Jesper Irn i 1985 syrerockbandet, Azurit. Det bestod af B-Joe Johansen vokal og guitar, Nils Krøyer på bas samt Jesper Irn på trommer. Bandet spillede en del på Christiania og var husband for Kulørte Klat's aktioner, bl.a med en række koncerter og Love In's i Ungdomshuset på Jagtvej 69. Senere skiftedes den psykedeliske stil ud med en mere pågående bluesbaseret rock og Azurit blev husband på Lades Kælder på Strøget i København, hvor bandet nåede at spille mere end 1000 gigs.
Azurit skiftede navn til B-Joe i 1990, samtidig med at B-Joe Johansen's bror, Thomas Johansen, kom med på keyboards. Navnedåben foregik på Midtfyns Festivallens store scene, som bandet det år delte med bl.a Bob Dylan og Walter Trout, som B-Joe Johansen i øvrigt senere spillede sammen med ved flere lejligheder.
B-Joe's første album under eget navn blev udsendt i august 1991. Pladen blev dog hurtigt trukket tilbage, da distributionsselskabet (Elektra) gik konkurs to dage efter udgivelsen.
I 1992 udsendtes det kritikerroste album, "Ready to Ride" på det nystartede Luxemborg baserede pladeselskab "Galahad Records". Pladen blev mixet og co-produceret af den legendariske danske producer, Flemming Rasmussen, som bl.a havde produceret for Metallica. Den første single fra albummet, "Don't Wanna Lose You" blev en øjeblikkelig radiosucces. Nummeret var bl.a den mest spillede sang på DR i 5 uger i træk. Umiddelbart efter udgivelsen gik Galahad i betalingsstandsning. Albummet blev dog overtaget af det tyske pladelabel "GSE Records", som udsendte det i resten af Europa. Albummet solgte i løbet af kort tid omkring 30.000 eksemplarer. Bandet turnerede i Tyskland i flere omgange - den ene gang som support band for det legendariske britiske band, Slade.
I 1992 spillede B-Joe med succes på South by Southwest festivalen i Austin, Texas.
I 1993/1994 turnerede B-Joe igen flere gange i Tyskland og i USA og indspillede bl.a en musikvideo i Hollywood til nummeret Dirty Sheets 
I 1995 udkom det tredje B-Joe album, White, white Roses på det danske label Olafssongs. Pladen var produceret af Finn Olafsson og fik elendige anmeldelser. Lyden var harsk og radioen nægtede at spille den.
I 1996 udsendte Warner/Chappell, som B-Joe havde skrevet forlagskontrakt med, The B-Joe Songbook. En nodebog med alle sangene fra de to første plader.
BMG i Tyskland udsendte singlen "Summer of Love", som fik en del airplay rundt omkring i Europa.
I 2004 brød B-Joe en længerevarende pause fra musikverdenen og udsendte det dansksprogede album, Danselabyrinten. Pladen var inspireret af shamanisme, megalitgrave og B-Joe's nye hjemby, Lejre. Megalitgravene (stendysser og jættestuer - gravhøje fra stenalderen) fyldte så meget i sangskriverens univers, at han ligefrem skrev en bog om den lokale Øm Jættestue. I forbindelse med bogudgivelsen var B-Joe gæst i et halvanden time langt musikalsk talkshow på DK4, som blev genudsendt flere end 30 gange.
I 2006 udkom den kontroversielle single Jeg kender mit land . En alternativ fædrelandssang, som året efter inspirerede KODA's bestyrelse til at udskrive en konkurrence i forbindelse med den årlige Spil Dansk Dag om at skrive en ny fædrelandssang.
I 2006 deltog B-Joe ligeledes i Dansk Melodi Grand Prix med nummeret "Søde Gys" som han var både komponist og tekstforfatter til. Sangen blev fremført af Jørgen Thorup.
I 2007 bød på et voldsomt stilskift med det ambiente album, Sounds Of The Healing Island, inspireret af naturen på Bornholm, som B-Joe i mellemtiden var flyttet til.
I 2008 udkom det countryrockinspirerede album Good Time For Losers, som bl.a indeholdt radiohits'ne: "Mexico", "Santa Fe" og titelnummeret "Good Time For Losers".
Bandet på pladen, som B-Joe selv producerede, bestod af Billy Cross på guitar, Jens Rugsted på bas, Thor Backhausen på harmonika og keyboards og Neil Flanz, som i sin tid spillede sammen med Gram Parsons og Emmylou Harris, på Pedal Steel.
I 2009 udkom Rattlesnake Heartache med en del outtakes fra det forgående album og en stribe nye numre. Bl.a radiohits'ne "Rosey May", "Down In The Valley" og "Gone For Good". B-Joe havde igen allieret sig med Billy Cross og hans band, samt Neil Flanz. Pladen kom dog til at stå lidt i skyggen af succesen med Good Time For Losers, selvom den fik fine anmeldelser og blev spillet flittigt på radioen.
I 2010 bød på en enkelt udgivelse, singlen "Muddy Waters (Shiny Suitcase)", som blev et pænt radiohit. Pladen blev indspillet i Nashville med lutter amerikanske musikere.
I 2011 udkom albummet Mind Over Matter, som også indeholdt en stribe solide radiohits. Bl.a singlerne "True Believer", "Mind Over Matter" og "Shotgun". Anmeldelserne var lidt lunkne, men BT's journalist Steffen Jungersen, kaldte B-Joe for "en af landets bedste rockguitarister".
B-Joe har sideløbende med sin egen produktion skrevet numre til andre kunstnere. Bl.a Jørgen Thorups radiohit: "Don't Stop".
B-Joe udsendte i oktober 2019 et nyt dobbeltalbum med 9 helt nye kompositioner og et enkelt gammelt nummer (My Friend, som udkom på B-Joe's første LP i 1991). Electric Blue, som pladen hed, fik rigtig gode anmeldelser    og bandet meddelte, at de var klar til at tage på landevejen igen med eget materiale.
B-Joe spiller i dag  leadguitar og synger i Hardinger Band, Azurit, B-Joe, B-Joe's Blues Joint og så turnerer han som duo med Erik Grip, hvis nyeste plade B-Joe også har produceret.   

## Hardinger Band
I de senere år har B-Joe arbejdet fast sammen med Michael Hardinger og Jørgen Thorup (begge ex. Shu-bi-dua i det fælles projekt Hardinger, Thorup & B-Joe. Trioen udsendte i 2011 CD'en The California Sessions. Bandet skiftede navn til Hardinger Band og indspillede som 5-mandsgruppe i 2017 albummet Sym-fo-19 - som de fik en guldplade for. Det består i dag, udover triokernen, af Kim Daugaard (ex. Shu-bi-dua), Flemming Olsen og Kasper Daugaard (Ex. Lucas Graham).[kilde mangler]

## Pladeudgivelser
- Electric Blue (Electric Buddha Records EBRLP 001, 2019 | B-Joe
- Rock'n Roll Troll (Little Creek Records LCRSCD 019, 2019) | B-Joe
- Shine On (Little Creek Records LCRCD 006, 2015) | B-Joe/Azurit
- Mind Over Matter (Little Creek Records LCRCD 005, 2012) | B-Joe
- Mind Over Matter (Little Creek Records LCRSCD 018, 2012) | B-Joe
- Angels (Little Creek Records LCRSCD 017, 2012) | B-Joe
- Shotgun (Little Creek Records LCRSCD 016, 2012) | B-Joe
- True Believer (Little Creek Records LCRSCD 015, 2012) | B-Joe
- Muddy Waters (shiny suitcase) (Little Creek Records LCRSCD 013, 2011) | B-Joe
- Rattlesnake Heartache (Little Creek Records LCRCD 004, 2009) | B-Joe
- Rosey May (Little Creek Records LCRSCD 012, 2009) | B-Joe
- Down in the Valley (Little Creek Records LCRSCD 011, 2009) | B-Joe
- Gone for Good (Little Creek Records LCRSCD 010, 2009) | B-Joe
- Sugar (Little Creek Records LCRSCD 009, 2008) | B-Joe
- Mexico – radioedit (Little Creek Records LCRSCD 008, 2008) | B-Joe
- Good time for Losers – Album (Little Creek Records LCRCD 003, 2008) | B-Joe
- Good time for Losers – radiosingle (Little Creek Records LCRSCD 007, 2008) | B-Joe
- B-Joe (911 records, Germany 10047, 2007) | B-Joe
- Sounds of The Healing Island (Little Creek Records LCRCD 002, 2007) | B-Joe
- Jeg kender mit land (Little Creek Records CD-Single LCRSCD 006, 2006) | B-Joe
- ...og jeg har savnet dig (Little Creek Records CD-Single LCRSCD 002, 2005) | B-Joe
- Dybet/Oktober (Little Creek Records CD-Single LCRSCD 001, 2004) | B-Joe
- Danselabyrinten (Little Creek Records LCRCD 001, 2004) | B-Joe
- B-Joe & The HeartAches: Eyes of a Child (Olafssongs CD-single OSCD 029, 2003) | B-Joe
- Summer of Love (BMG CD-single, Germany, 74321389, 1995) | B-Joe
- Oh Ma (Olafssongs CD-single OSCD 027, 1995) | B-Joe
- Summer of Love (Olafssongs CD-single OSCD 026, 1995) | B-Joe
- White, White Roses (Olafssongs CD OCD 031, 1995) | B-Joe
- If You Wanted (Olafssongs CD-single OSCD 025, 1995) | B-Joe
- Dirty Sheets (GSE CD/MC, Germany, GSE 5215-2, 1994) | B-Joe
- Brand New Start (GSE CD/MC, Germany, GSE 5207-2, 1994) | B-Joe
- Ready to Ride (Olafssongs OCD 024, 1993) | B-Joe
- Ready to Ride (GSE CD/MC, Germany, GSE 5206-2, 1993) | B-Joe
- Lies (Galahad CD-single GAL SCD002, 1993) | B-Joe
- Don't Wanna Lose You (Galahad CD-single GAL SCD001, 1993) | B-Joe
- Ready to Ride (Galahad LP/CD/MC GAL 001, 1992) | B-Joe
- B-Joe (Elektra LP 050891, 1991) | B-Joe
- Heartrock (Cianana MC 007, 1990) | Azurit